# Anne-Marie Machnow
Anne-Marie Machnow, folkbokförd Nora Ann-Marie Machnow, under en tid Semitjov, född 21 juli 1937 i Malmö Sankt Petri församling, död 29 februari 2016 i Sankt Görans distrikt i Stockholm, var en svensk mannekäng. Hon uppmärksammades 1957 som värdinna i TV-frågesporten Kvitt eller dubbelt och medverkade genom åren i ett antal filmer med olika småroller.

## Biografi
År 1957 var hon värdinna i TV-frågesporten Kvitt eller dubbelt. Rollen att efterträda den tidigare värdinnan Anita Edberg som "den nya svenska TV-flickan" erhöll hon efter en uppmärksammad audition med tio aspiranter som TV-ledningen handplockat, då man var rädd för att en annons skulle väcka alltför stort intresse. Hon beskrevs som "mörk och vacker" och fängslade juryn med "en mycket rörlig mimik" vilket bedömdes passa värdinnerollen i TV-tävlingen.
Hon gjorde flera småroller på film, teater och reklamfilm, bland annat som mannekäng, TV-värdinna och servitris och medverkade bland annat i TV-serien Markurells i Wadköping (1968), den västtyska TV-filmen Blå hotellet (Das blaue Hotel, 1973) samt filmerna Mannekäng i rött (1958) och 91:an Karlsson slår knockout (1957). Hon var även medlem i teatergruppen Scengångarna (1972).
Hon medverkade två gånger i Husmors filmer, en blandning av reklam- och upplysningsfilm som sågs av många biobesökare på 1950- och 1960-talet.

### Familj
Anne-Marie Machnow var brorsdotter till simmaren Emy Machnow samt var 1963–1979 gift med rymdexperten Eugen Semitjov (1923–1987).

## Filmografi
- 1955 – Bröderna Östermans bravader – badflicka
- 1955 – Våld – flicka utanför konditori
- 1956 – Sjunde himlen – ung beundrarinna
- 1957 – 91:an Karlsson slår knock out – Anne-Marie, lotta
- 1957 – Gäst i eget hus – gäst på födelsedagsfest
- 1957 – Åsa-Nisse i full fart – TV-värdinnan fröken Gloria
- 1958 – Mannekäng i rött – mannekäng
- 1968 – Markurells i Wadköping (TV) - servitris
- 1969 – Herkules Jonssons storverk – mannekängen
- 1969 – Eva - den utstötta – flicka på diskoteket
- 1973 – Blå Hotellet – calamity Elsa
- 1980 – Sinkadus (TV-serie) – nattklubbsvärdinna

### Reklamfilm,Husmors filmer
- 1960 – Husmors filmer hösten 1960[11]
- 1970 – Husmors filmer våren 1970[12]